# Amphithéâtre de Milan
L'amphithéâtre de Milan était l'amphithéâtre romain de la ville antique de Mediolanum, l'actuelle ville de Milan, en Italie.

## Histoire
L'amphithéâtre fut construit à proximité de la Porta Ticinese aux IIe et IIIe siècles, époque où Milan prenait de l'importance politiquement et économiquement, tandis que Rome déclinait. Le monument fut utilisé jusqu'à ce que la cité deviennent l'une des capitales de l'Empire romain d'Occident (IVe et Ve siècles). Il est alors abandonné, alors que le Christianisme bannit les jeux d'arènes, et que la crise de l'Empire interrompit l'importation des animaux pour les combats.
Il devint alors une carrière de pierre, notamment lors de la construction de la basilique Saint-Laurent de Milan.
Étant localisé en dehors de l'enceinte fortifiée, l'édifice fut démoli lors d'une attaque des barbares, car il pouvait servir de place forte pour les assaillants. Ces événements prirent peut-être place en 402, lors de l'invasion de l'Italie par les Wisigoths, en 452, lorsque Attila ravagea l'Italie du Nord, ou bien encore durant la Guerre des Goths au VIe siècle.

## Description
Les ruines de l'amphithéâtre sont très arasées. Néanmoins ses vestiges, dont les premiers sont mis au jour par Alda Levi, ont permis aux archéologues de déterminer les dimensions du monument (129,5 m par 109,3 m) et de l'arène (71 m par 41 m).